# الزاهل (حبيش)

تعديل مصدري - تعديل

الزاهل محلة تابعة لقرية راس حبيش، التابعة لعزلة جبل خضراء بمديرية حبيش إحدى مديريات محافظة إب في الجمهورية اليمنية، بلغ تعداد سكانها 65 حسب تعداد اليمن لعام 2004.